# Horpmaal
Horpmaal is een dorp in de Belgische provincie Limburg, en een deelgemeente van de gemeente Heers. Het was een zelfstandige gemeente tot het bij de fusie van 1971 toegevoegd werd aan de gemeente Heks die op zijn beurt in 1977 werd opgenomen in de gemeente Heers.
Horpmaal is een Haspengouws landbouwdorp ten oosten van de dorpskern van Heers. Ten zuiden van de dorpskom ligt de taalgrens. Er is nog heel wat fruitteelt aanwezig in het dorp.

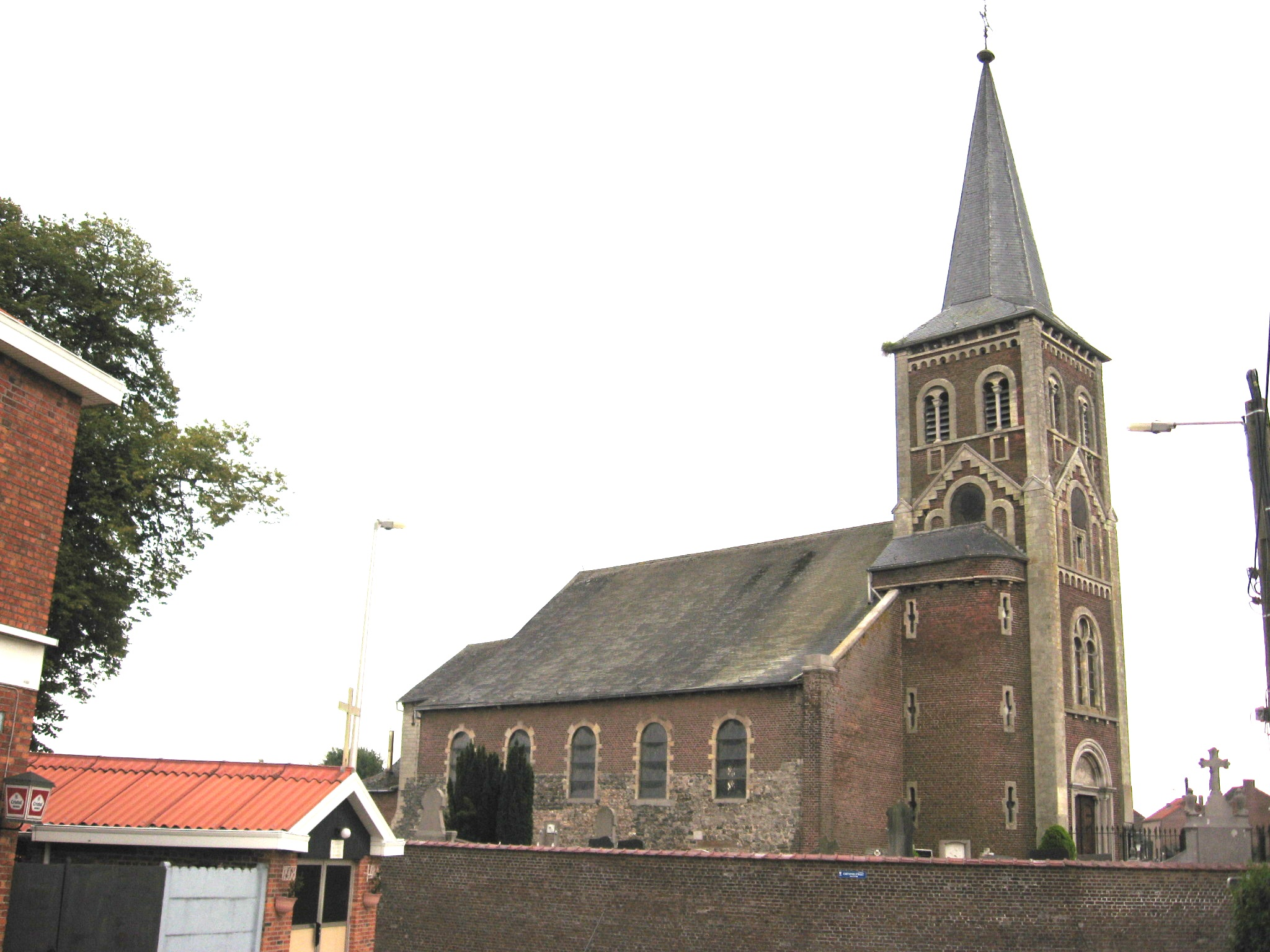
De Sint-Lambertuskerk

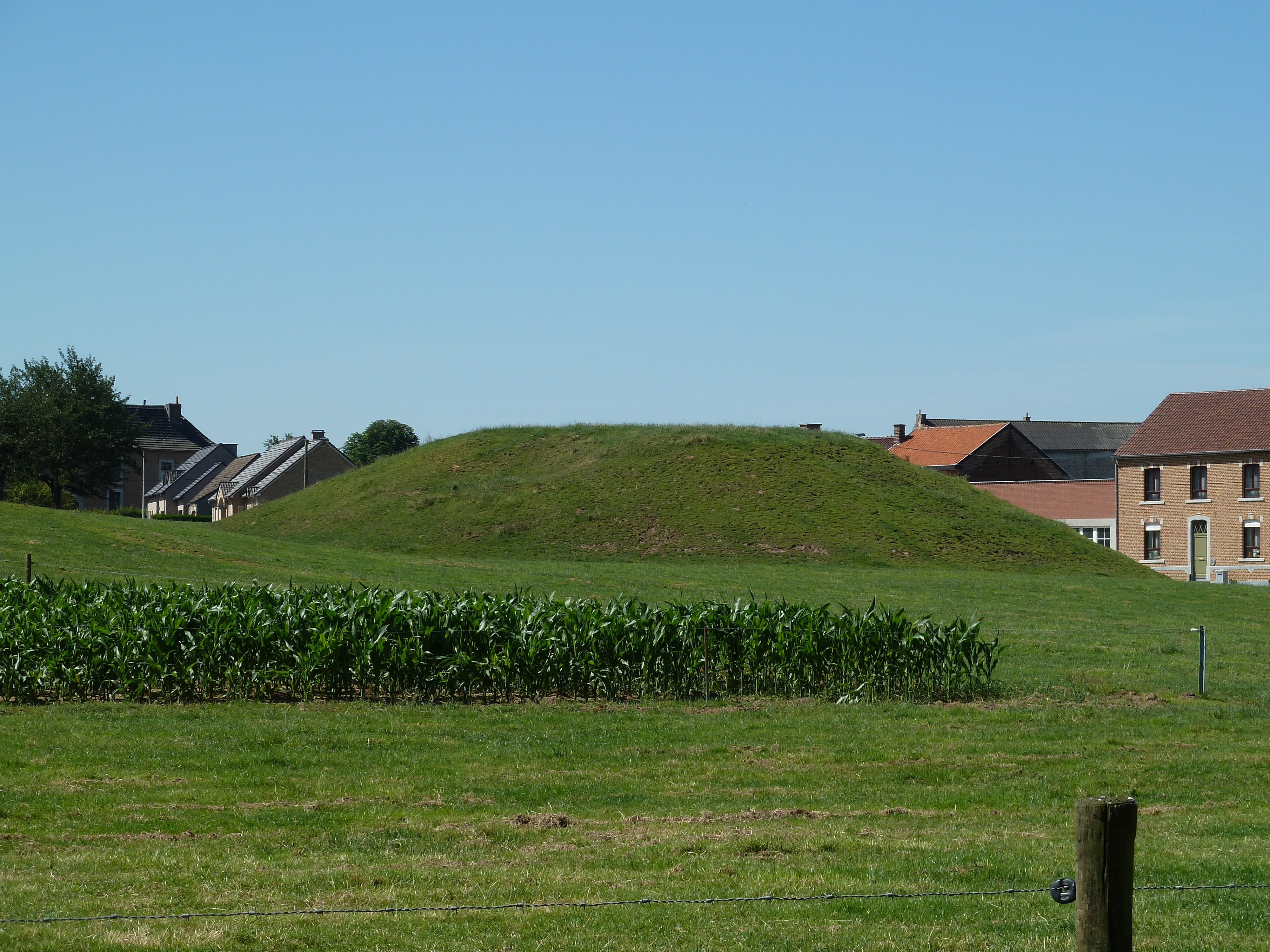
De motheuvel

## Etymologie
Horpmaal werd voor het eerst genoemd in 1067, en wel als Horpala.

## Geschiedenis
De heerbaan van Tongeren naar Gembloers liep over het grondgebied van deze plaats.
In de middeleeuwen was Horpmaal een persoonlijk domein van de Graven van Loon. Het werd uitgegeven als heerlijkheid. In 1264 was het in bezit van Ridder Vrint van Horpmaal. In 1333 werd melding gemaakt van ene Lodewijk van Horpmaal, die basterdzoom was van Graaf Lodewijk IV van Loon en voogd van Horpmaal. In 1347 gaven de Heren van Horpmaal de helft van hun bezit in pand aan de Heren van Stevoort, die de rechten in 1390 weer doorverkochten aan Gerard van Heers. In de 2e helft van de 15e eeuw kwam ook het andere deel van Horpmaal aan de Heren van Heers en vanaf 1623 was Horpmaal onderdeel van het Graafschap Heers. Dit was achtereenvolgens in handen van de familie De Rivière Van Aarschot, vanaf 1685 van de Sint-Laurentiusabdij te Luik en na 1757 van de baronnen van Stokkem.
Een donjon stond in de huidige Dumontlaan, maar deze was reeds gesloopt in de 2e helft van de 18e eeuw.
Het patronaatsrecht en het tiendrecht van de Sint-Lambertusparochie behoorde toe aan het Sint-Maartenskapittel te Luik.
Ten zuiden van Horpmaal was er tussen de 16de en de 19de eeuw mijnactiviteit voor de ontginning van losse kalk (mergel) voor de bemesting van akkers over een gebied van 15 ha tot 20 ha. Er zijn nog tekenen van bovengrondse en ondergrondse kuilen merkbaar in het landschap. Bij een instorting in een graanveld in 1989 kwamen 2 schachten van 10 meter diepte met onderaan horizontale gangen tot 3 meter hoogte bloot te liggen 
.
Krijgshandelingen zijn niet aan Horpmaal voorbijgegaan: In 1636 werd het dorp geplunderd door troepen van Jan van Weert, waarna een epidemie uitbrak. In 1654 volgden vernielingen door de troepen van Karel IV van Lotharingen en omstreeks 1672 waren het de troepen van Lodewijk XIV van Frankrijk die zware schattingen eisten. In 1676 en 1677 volgden plunderingen, en in 1693, tijdens de Negenjarige Oorlog, werd het dorp bezet en daarna brak opnieuw een epidemie uit. Eerst na 1748, het einde van de Oostenrijkse Successieoorlog, kwam het dorp er economisch weer bovenop. In 1790 is het nog bezet geweest door Luikse patriotten.

## Demografische ontwikkeling
- Bronnen:NIS, Opm:1831 tot en met 1961=volkstellingen

## Bezienswaardigheden
- De Sint-Lambertuskerk waarvan het middenschip gebouwd is op een romaanse onderbouw. De bovenbouw van de kerk dateert uit de 17de en de 18de eeuw. De toren dateert uit 1860 en verving een oudere toren die bouwvallig geworden was. In 1897 werd de kerk volledig gerestaureerd. Het orgel werd in 2001 beschermd als monument. Rond de kerk ligt een ommuurd kerkhof.
- De voormalige pastorie waarvan de eerste vermelding teruggaat tot in 1615. Het huidige gebouw dateert uit het begin van de 19e eeuw. Tot in 1960 werd het dienstgebouw gebruikt als kleuterschool.
- Enkele gesloten vierkantshoeven waaronder het Sint-Mertenshof (beschermd in 2004) waarvan de eerste vermelding dateert uit 1663 en het Goed van Gothem (beschermd in 1986) met een oude kern uit 1626. De omgeving van deze laatste hoeve werd in 1986 eveneens beschermd als dorpsgezicht.
- De Motheuvel van Horpmaal is een nog goed bewaarde motheuvel. De toren werd voor het eerst vermeld in 1424 maar werd in de loop van de 18de eeuw afgebroken.
- Ten noorden van het dorp ligt tussen Horpmaal en Gutschoven de tumulus Graf van Gutschoven / Verloren Kost.
- Ten oosten van het dorp ligt tussen Horpmaal en Vechmaal de tumulus van Vechmaal.

## Natuur en landschap
Horpmaal ligt op het Haspengouws leemplateau dat tot droog-Haspengouw wordt gerekend. Reeds in de 18e eeuw waren er in de streek veel hoogstamboomgaarden. Hoewel de fruitteelt tegenwoordig vooral laagstamboomgaarden omvat, zijn enkele van de hoogstamboomgaarden bewaard gebleven.
Horpmaal ligt in de vallei van de Wijerbeek, welke naar het noorden stroomt en in de Herkebeek uitmondt. Hier bevinden zich vochtige beemden en populierenaanplantingen. De hoogte bedraagt ongeveer 80 meter.

## Nabijgelegen kernen
Heks, Gutschoven, Heers, Oerle, Veulen, Sint-Pieters-Heurne